# 폴아웃 76
《폴아웃 76》(Fallout 76)은 베데스다 게임 스튜디오가 개발하고 베데스다 소프트웍스가 배급한 온라인 액션 롤플레잉 게임이다. 마이크로소프트 윈도우, 플레이스테이션 4, 엑스박스 원용으로 2018년 11월 14일 출시되었으며, 폴아웃 시리즈에 속하고 이전 게임들의 프리퀄이다.. 폴아웃 76은 베데스다 게임 스튜디오 최초의 다인용 비디오 게임이다. 플레이어들은 핵 전쟁으로 파괴된 오픈 월드를 다른 플레이어들과 탐구하게 된다. 베데스다는 크리에이션 엔진 수정판을 사용하여 게임을 개발하였으며 이를 통해 다인용 게임플레이, 그리고 이전 게임에 비해 더 세부적인 게임 세계를 구현할 수 있게 되었다.

## 게임플레이
폴아웃 76은 베데스다 게임 스튜디오 최초의 다인용 비디오 게임이다. 플레이어는 개인적으로, 또는 최대 3명끼리 파티를 이루어 플레이할 수 있다. 게임용 서버는 퍼블릭 전용 서버이며 플레이어는 자동으로 이 서버들 중 한 곳에 할당된다. 게임이 퍼블릭 서버 전용으로 런칭될 것으로 예견되었으나 게임 감독 토드 하워드는 게임 런칭 후 특정 시점에 사설 서버를 도입할 계획이 있음을 드러냈다.
게임은 폴아웃 4의 크기보다 4배 더 큰 오픈 월드를 배경으로 한다.

## 평가
리뷰 애그리게이터 메타크리틱에 따르면 PC와 플레이스테이션 4 버전은 엇갈린 평가를 받은 반면, 엑스박스 원 버전은 대체적으로 긍정적인 평가를 받았다.

## 내용주
1. ↑  Additional work by en:Bethesda Game Studios Austin as well as en:ZeniMax Online Studios, en:Arkane Studios and 이드 소프트웨어.[1][2]
2. ↑  The opening chapter of 폴아웃 4 takes place twenty-five years prior to Fallout 76, but the remainder of the game takes place two hundred years later.
3. ↑  In 2006, 인터플레이 엔터테인먼트 and Masthead Studios started development of en:Fallout Online, a 대규모 다중 사용자 온라인 게임 set in the Fallout world. The game was canceled in 2012 after a legal dispute between Interplay and 베데스다 소프트웍스 that saw Bethesda purchase the rights to the game in an out-of-court settlement.[5]